# زالزلی
زالزلی (به چکی: Zálezly) یک منطقهٔ مسکونی در جمهوری چک است که در شهرستان پراخاتیتسه واقع شده‌است. زالزلی ۹٫۳۱ کیلومتر مربع مساحت و ۳۰۲ نفر جمعیت دارد و ۵۶۵ متر بالاتر از سطح دریا واقع شده‌است.